# Wissembourg
Wissembourg (tiếng Đức Weißenburg, tiếng địa phương ở vùng Nam Pfalz Weisseburch) là một xã trong vùng Grand Est, thuộc tỉnh Bas-Rhin, quận Wissembourg (quận), tổng Wissembourg (Chef-lieu). Tọa độ địa lý của xã là 49° 02' vĩ độ bắc, 07° 56' kinh độ đông. Wissembourg nằm trên độ cao trung bình là 160 mét trên mặt nước biển, có điểm thấp nhất là 133 mét và điểm cao nhất là 527 mét. Xã có diện tích 48,18 km², dân số vào thời điểm 1999 là 8170 người; mật độ dân số là 169 người/km².

## Lịch sử
Thành phố Wissembourg phát triển từ một khu dân cư chung quanh một tu viện mà được xây vào thế kỷ 7. Từ 1306 cho tới 1697 nó là một thành phố đế quốc tự do (freie Reichsstadt). Nó thuộc vào Décapole (tiếng Đức: Zehnstädtebund), một liên minh của các thành phố đế quốc Alsace. 1522 Heinrich Motherer, giám mục của nhà thờ Johannes ở đây, và Martin Bucer đã theo phong trào cải cách Kháng cách.

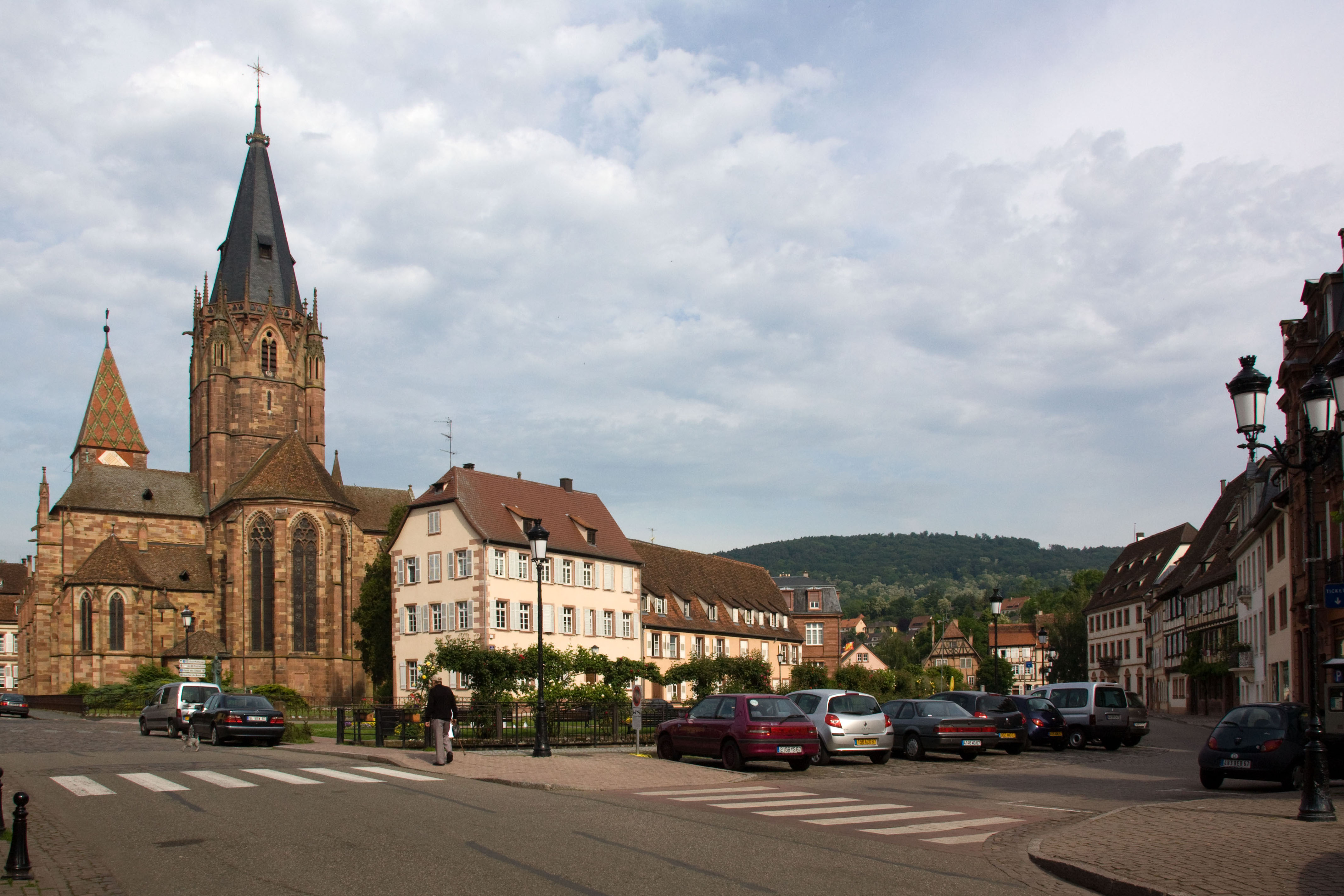
Nhà thờ St. Peter và Paul
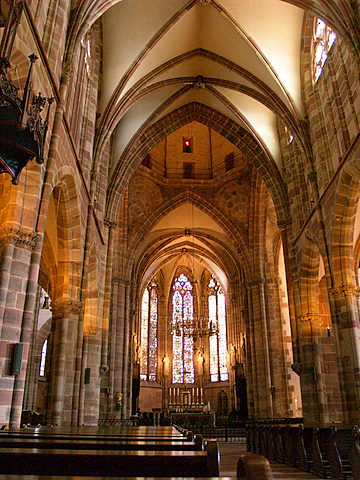
Nhà thờ St. Peter và Paul – bên trong
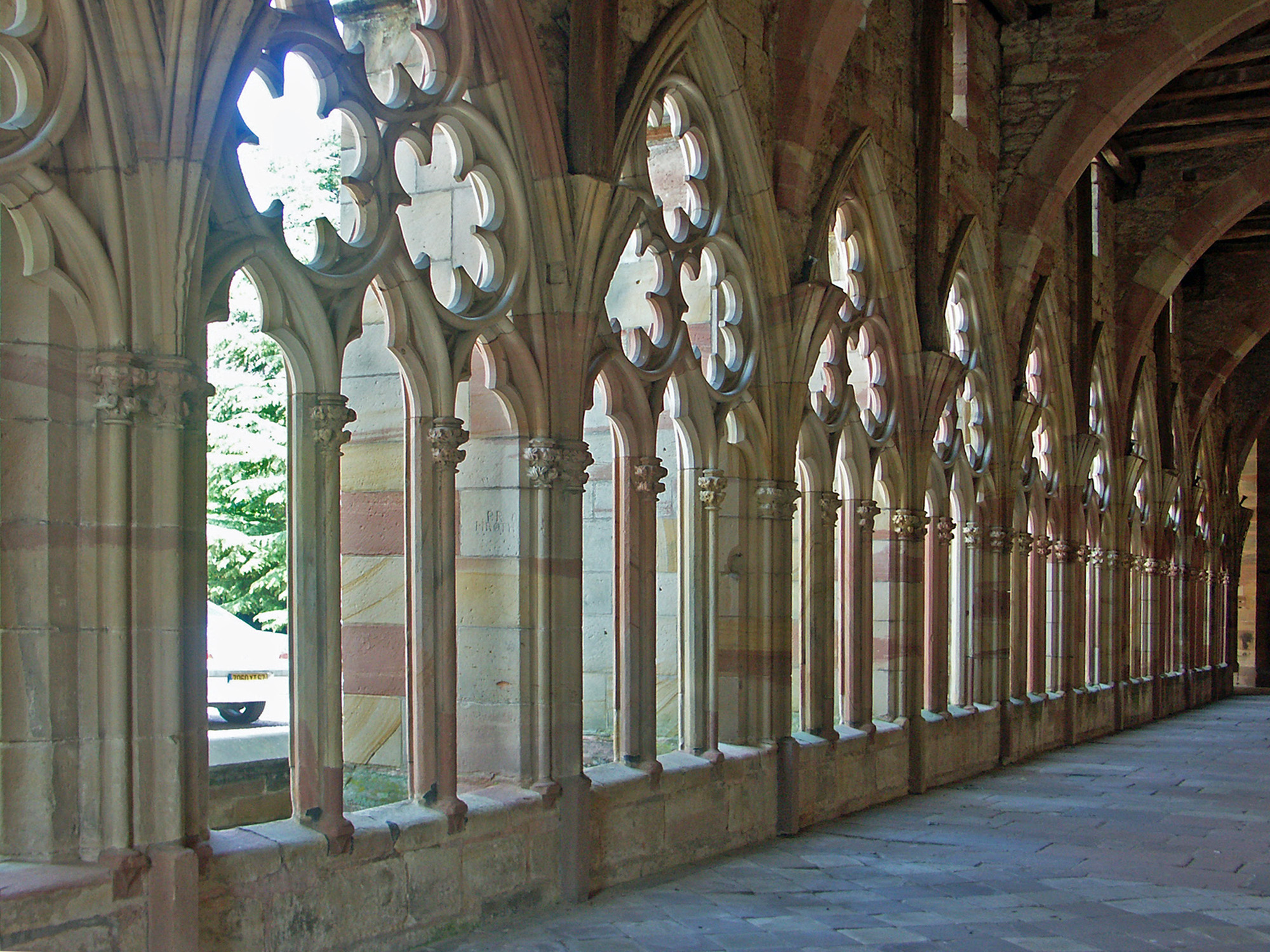
Hành lang tu viện kiểu Gothic
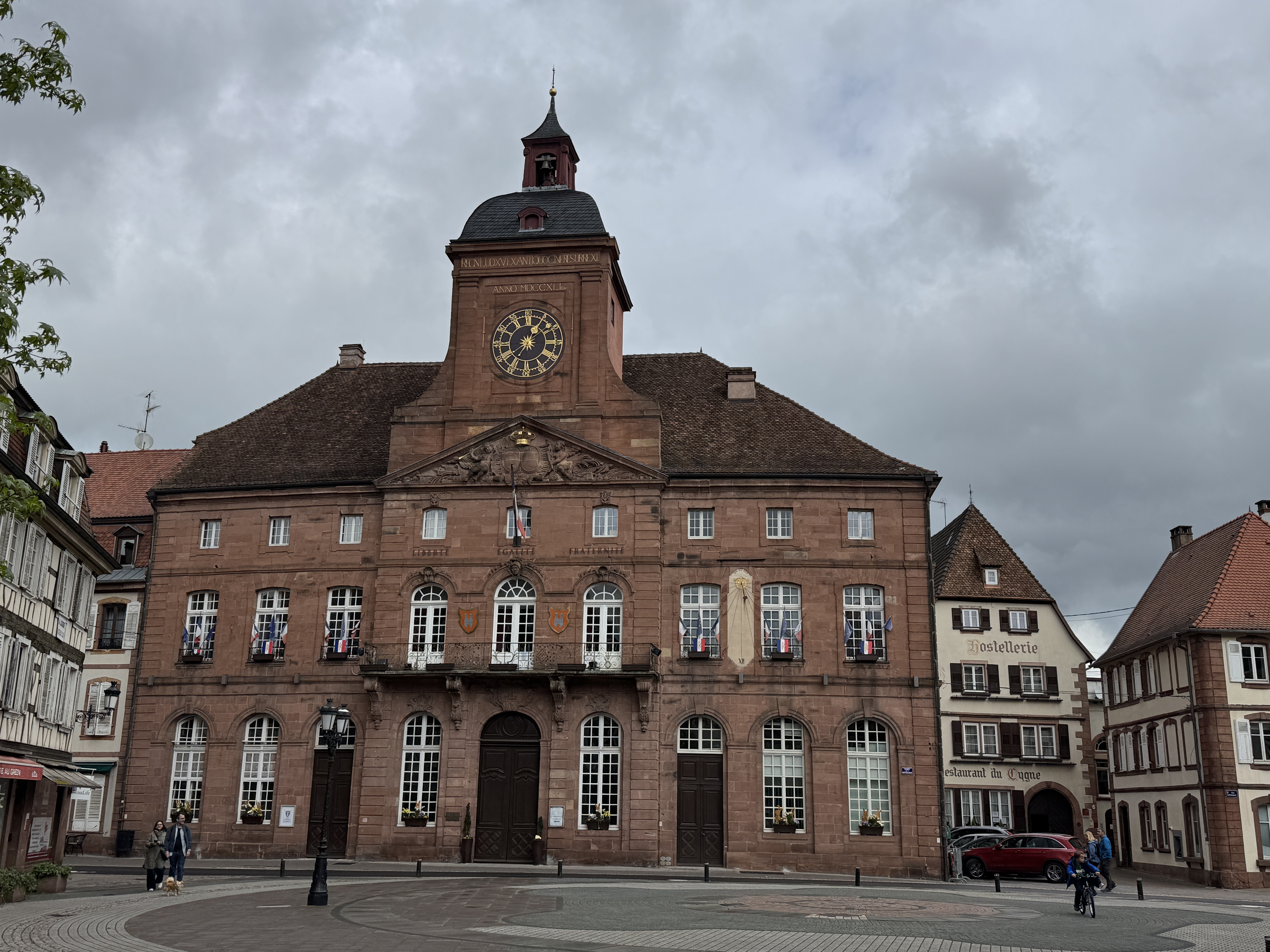

Sau Hòa ước Westfalen 1648 Weißenburg và phần lớn của vùng Alsace trở thành lãnh thổ Pháp, và sau Cách mạng Pháp chính thức trở thành một phần của nước Pháp. Vào ngày 4 tháng 8 năm 1870 quân đội Phổ đã đánh bại lính Pháp tại Trận Wissembourg. Từ 1871 cho tới 1918 Weißenburg là một thành phố của đế quốc Đức thuộc Reichsland Elsaß-Lothringen. Sau Thế chiến thứ Nhất thành phố này cùng với vùng Alsace lại thành vùng đất của Pháp. Trong Thế chiến thứ Hai từ 1940 bis 1944/1945 thành phố lại là một phần của Đức. Từ năm 1945 lại trở thành lãnh thổ nước Pháp.

## Thông tin nhân khẩu
| 1962  | 1968  | 1975  | 1982  | 1990  | 1999  |
| ----- | ----- | ----- | ----- | ----- | ----- |
| 6.077 | 6.466 | 6.784 | 7.311 | 7.443 | 8.170 |

## Địa điểm tham quan
- Khu phố cổ
- Nhà thờ tu viện có kiến trúc Gothic

## Nhân vật nổi tiếng
- Jean-Francois Kornetzky, thủ môn bóng đá